# Mirko Bašić
Mirko Bašić, född 14 september 1960 i Bjelovar, SFR Jugoslavien (nu Kroatien), är en kroatisk tidigare handbollsmålvakt, som tävlade för Jugoslavien.
Han var med och tog brons vid OS 1984 i Los Angeles och OS 1988 i Seoul.

## Klubbar
- Partizan Bjelovar (1976–1980)
- RK Metaloplastika (1980–1989)
- RK Medveščak (9-12/1988)
- Vénissieux HB (1/1989–1991)
- OM Vitrolles (1991–1993)
- Ingen klubb (1993–1996)
- RK Zagreb (1996–2001)
- RK Medveščak (2001–2002)
- RK Zagreb (2002)
- Veszprém KC (2003)